# Lázeňská lípa
Lázeňská lípa je památný strom jihozápadně od obce Chudenice v těsné blízkosti zámku Lázeň. Lípa velkolistá (Tilia platyphyllos Scop.) roste jako solitér na volně přístupném pozemku, v areálu zámeckého parku. Je to mohutný jedinec, u kterého probíhá hřížení z postranních větví. Stáří stromu je 185 let, vzdálenosti paty kmene je cca 21 m od východní zdi objektu zámku, výška stromu 21 m, výška koruny 18 m a šířka 24 m, obvod kmene 592 cm (měřeno 2009). Lípa je ve velmi dobrém zdravotním stavu. Strom je chráněn od 16. července 2009 jako esteticky zajímavý strom, krajinná dominanta, součást kulturní památky.

## Památné stromy v okolí
- Černínova douglaska
- Dub v Lučici
- Chudenická lípa
- Tis v Chudenicích
- Zámecká lípa v Chudenicích